# Contre nature
Contre nature è il terzo singolo promozionale tratto dall'album di Céline Dion, 1 fille & 4 types (2003). Scritta da Jacques Veneruso e prodotta da Erick Benzi, la canzone fu rilasciata per le stazioni radiofoniche a marzo 2004 nei paesi francofoni.

## Descrizione

### Antefatti, composizione e pubblicazioni
Contre nature è stata scritta da Jacques Veneruso, tra l'altro autore di Sous le vent e Tout l'or des hommes. La produzione fu curata da Erick Benzi. 
Il brano uscì in radio nel marzo 2004 nei paesi francofoni come terzo singolo promozionale dell'album 1 fille & 4 types (2003).
Contre nature è stato incluso in seguito come bonus track nell'edizione francese dell'album A New Day... Live in Las Vegas (2004) e nel gretest hits On ne change pas (2005).

## Videoclip musicale
Il videoclip musicale, diretto da Didier Kerbrat, è stato girato il 27 marzo 2004 nel deserto del Mojave e pubblicato il 26 aprile 2004. Il video è ambientato in un appartamento totalmente bianco in mezzo al deserto e abitato da una Dion che presenta nuovamente un taglio di capelli lungo e un look diverso da quello dei precedenti videoclip. Il videoclip inizia con una candela che si spegne quando l'uomo della Dion parte a bordo di un automobile sfrecciando nel deserto e lasciando la sua amata a cantare malinconicamente. Alla fine del videoclip quando lui ritorna e Céline sembra felice, la candela si riaccende da sola.
Il videoclip e la sua realizzazione sono stati inclusi nella compilation video della Dion del 2005, On ne change pas.

## Formati e tracce
CD Singolo Promo (Francia) (Columbia: SAMPCS13926)
1. Contre nature – 3:33 (Jacques Veneruso)

DVD Singolo Promo (Francia) (Columbia: SAMPDV 14143)
1. Contre nature – 3:33

## Classifiche
| Classifiche                   | Posizione |
| ----------------------------- | --------- |
| Polonia (Polish Music Charts) | 9         |
| Québec (ADISQ)                | 22        |